# تستسن-اول (زاوخان)
تستسن-اول (به لاتین: Tsetsen-Uul) یک منطقهٔ مسکونی در مغولستان است که در استان زوخان واقع شده‌است.